# Chaîne des Puys
Chaîne des Puys är en nord-sydlig bergskedja av konvulkaner och maarer i Centralmassivet i Frankrike. Bergskedjan är omkring 40 km lång och den vulkaniska delen består av 48 konvulkaner, 8 lavakupoler (lavadomer) och 15 maarer. Områdets högsta punkt är lavakupolen Puy de Dôme, som ligger nära mitten av bergskedjan.
Bergskedjan är känd i historien om vulkanologi som den plats där den engelske geologen George Julius Poulett Scrope gjorde sin banbrytande forskning i början av 1820-talet. 1827 publicerade han sin klassiska Memoir on the Geology of Central France, including the Volcanic formations of Auvergne, the Velay and the Vivarais vilken senare publicerades igen i en omgjord och mer populär form i The Geology and extinct Volcanos of Central France (1858). Dessa böcker var de första allmänt publicerade beskrivningarna av Chaîne des Puys och analyserna där lade grunden för många av de grundläggande principerna för vulkanologi.